# Plumularia insolens
Plumularia insolens is een hydroïdpoliep uit de familie Plumulariidae. De poliep komt uit het geslacht Plumularia. Plumularia insolens werd in 1948 voor het eerst wetenschappelijk beschreven door Fraser. 